# Sandra Keith
Sandra Keith (* 11. Dezember 1980 in Ottawa) ist eine ehemalige kanadische Biathletin.
Sandra Keith ist eine Studentin aus Canmore mit einem Bachelor-Abschluss in Wirtschaft. Nach eigenen Angaben stand sie bereits mit zwei Jahren auf Langlaufskiern und  betreibt seit 1992 Biathlon. Sie startet für die Rocky Mountain Racers und wird vom Nationaltrainer des kanadischen Frauenteams, Geret Coyne, zuvor von Roger Archambault, trainiert. Seit 1997 gehört sie zum kanadischen Nationalkader. Ihr internationales Debüt gab sie 1998 in Jericho bei den Juniorenweltmeisterschaften. Bestes Ergebnis war hier ein 29. Platz im Einzel. Ein Jahr später gab sie in Friedenweiler ihr Debüt im Europacup. Im Sprint wurde sie Elfte, in der Verfolgung Achte und mit der Staffel Zweite. Bis 2000 folgten weitere Auftritte bei Juniorenwelt- und Europameisterschaften, ohne aber herausragende Ergebnisse zu erreichen.
2001 gab Keith ihr Debüt in Biathlon-Weltcup. Bei einem Sprintrennen in Hochfilzen kam sie auf den 84. Platz. In den folgenden Jahren wechselte Keith immer wieder zwischen Welt- und Europacup. 2003 gewann sie beim Europacup in Ridnaun als erste Kanadierin seit Myriam Bédards Erfolgen in den 1980er- und 90er Jahren ein internationales Rennen außerhalb Nordamerikas. Danach nahm sie an ihren ersten Biathlon-Weltmeisterschaften teil. 2003 trat sie auch bei der Universiade an und erreichte als Zehnte Kanadas beste Platzierung bei diesem Wettbewerb. In Hochfilzen gewann sie 2005 als 26. in einem Einzel erstmals Weltcuppunkte. 2006 startete sie bei den Olympischen Spielen von Turin. Beste Platzierung war ein 42. Platz im Einzel. Im Sprint von Pokljuka erreichte sie in der Weltcupsaison 2007/2008 mit dem 11. Platz ihr bisher bestes Weltcupergebnis und war dabei die Schnellste aller fehlerfreien Schützinnen. 
Keith gewann 16 kanadische Meistertitel und wurde jeweils fünfmal Zweite und Dritte. Bei Nordamerikameisterschaften gewann sie vier Titel sowie zweimal Silber und einmal Bronze. Sie war bis zu dessen Tod im September 2019 mit dem norwegischen Biathleten Halvard Hanevold liiert. Um für ihren Sport Geld zu sammeln, nahm Keith am Bold-Beautiful-Biathlon-Kalender-Projekt teil.

## Biathlon-Weltcup-Platzierungen
Die Tabelle zeigt alle Platzierungen (je nach Austragungsjahr einschließlich Olympische Spiele und Weltmeisterschaften).
- 1.–3. Platz: Anzahl der Podiumsplatzierungen
- Top 10: Anzahl der Platzierungen unter den ersten zehn (einschließlich Podium)
- Punkteränge: Anzahl der Platzierungen innerhalb der Punkteränge (einschließlich Podium und Top 10)
- Starts: Anzahl gelaufener Rennen in der jeweiligen Disziplin
- Staffel: inklusive Mixed- und Single-Mixed-Staffeln

| Platzierung         | Einzel | Sprint | Verfolgung | Massenstart | Staffel | Gesamt |
| ------------------- | ------ | ------ | ---------- | ----------- | ------- | ------ |
| 1. Platz            |        |        |            |             |         |        |
| 2. Platz            |        |        |            |             |         |        |
| 3. Platz            |        |        |            |             |         |        |
| Top 10              |        |        |            |             | 3       | 3      |
| Punkteränge         | 1      | 1      |            |             | 19      | 21     |
| Starts              | 25     | 52     | 15         |             | 19      | 111    |
| Stand: Karriereende |        |        |            |             |         |        |